# La Mora, Guerrero
La Mora är en ort i Mexiko.   Den ligger i kommunen Taxco de Alarcón och delstaten Guerrero, i den södra delen av landet, 120 km sydväst om huvudstaden Mexico City. La Mora ligger 2 069 meter över havet och antalet invånare är 165.
Terrängen runt La Mora är huvudsakligen kuperad, men österut är den bergig. Runt La Mora är det ganska tätbefolkat, med 111 invånare per kvadratkilometer. Närmaste större samhälle är Taxco de Alarcón, 11,2 km öster om La Mora. I omgivningarna runt La Mora växer huvudsakligen savannskog.